# Anita Werner
Anita Elisabet Werner, tidigare Meyerson, född 9 september 1938 i Stockholm, död 12 juli 2025, var en svensk jurist och generaldirektör. Efter ett upplöst äktenskap med läkaren Björn Meyerson var hon från 1988 gift med justitierådet Per Jermsten. 
Werner var dotter till direktör Georg Werner och Aisa Carlsson. Hon blev juris kandidat 1962, genomförde tingstjänstgöring 1962–1965, blev fiskal i Svea hovrätt 1966, assessor där 1971, var sekreterare i 1971 års utredning om behandling av psykiskt störda lagöverträdare 1971–1977, sekreterare i 1977 års sexualbrottskommitté 1977–1979, sakkunnig i Justitiedepartementet 1979–1984, departementsråd där 1984–1987, försäkringsdomare 1988–1993 samt generaldirektör och ordförande för Hälso- och sjukvårdens ansvarsnämnd från 1993. Hon var vice ordförande i övervakningsnämnden 1981–1988, ordförande 1989–1991 och ställföreträdande ordförande för Kriminalvårdsnämnden 1995. Hon var expert i sexualbrottskommittén 1979–1983, i socialberedningen 1980–1986, i 1994 års behörighetskommitté och i utredning om förbättrad tillsyn över hälso- och sjukvårdspersonal 1995. Hon var ordförande i Advokatkommittén 1997–1999 och ordförande i steriliseringsersättningsnämnden 1999.